# شان دانفی (بازیکن فوتبال)
شان دانفی (انگلیسی: Sean Dunphy؛ زادهٔ ۵ نوامبر ۱۹۷۰) بازیکن فوتبال اهل بریتانیا است.
از باشگاه‌هایی که در آن بازی کرده‌است می‌توان به باشگاه فوتبال دونکستر راورز، باشگاه فوتبال بارنزلی، باشگاه فوتبال لینکولن سیتی، باشگاه فوتبال گینزبورو ترینیتی، و باشگاه فوتبال کترینگ تاون اشاره کرد.